# Itala Football Club
L'Itala Firenze è stata un'associazione sportiva di Firenze fondata nel 1907. L'Itala Football Club ha partecipato al campionato di calcio italiano dal 1913 al 1928, quando è stato incomporato nella Associazione Calcio Fiorentina.

## Storia

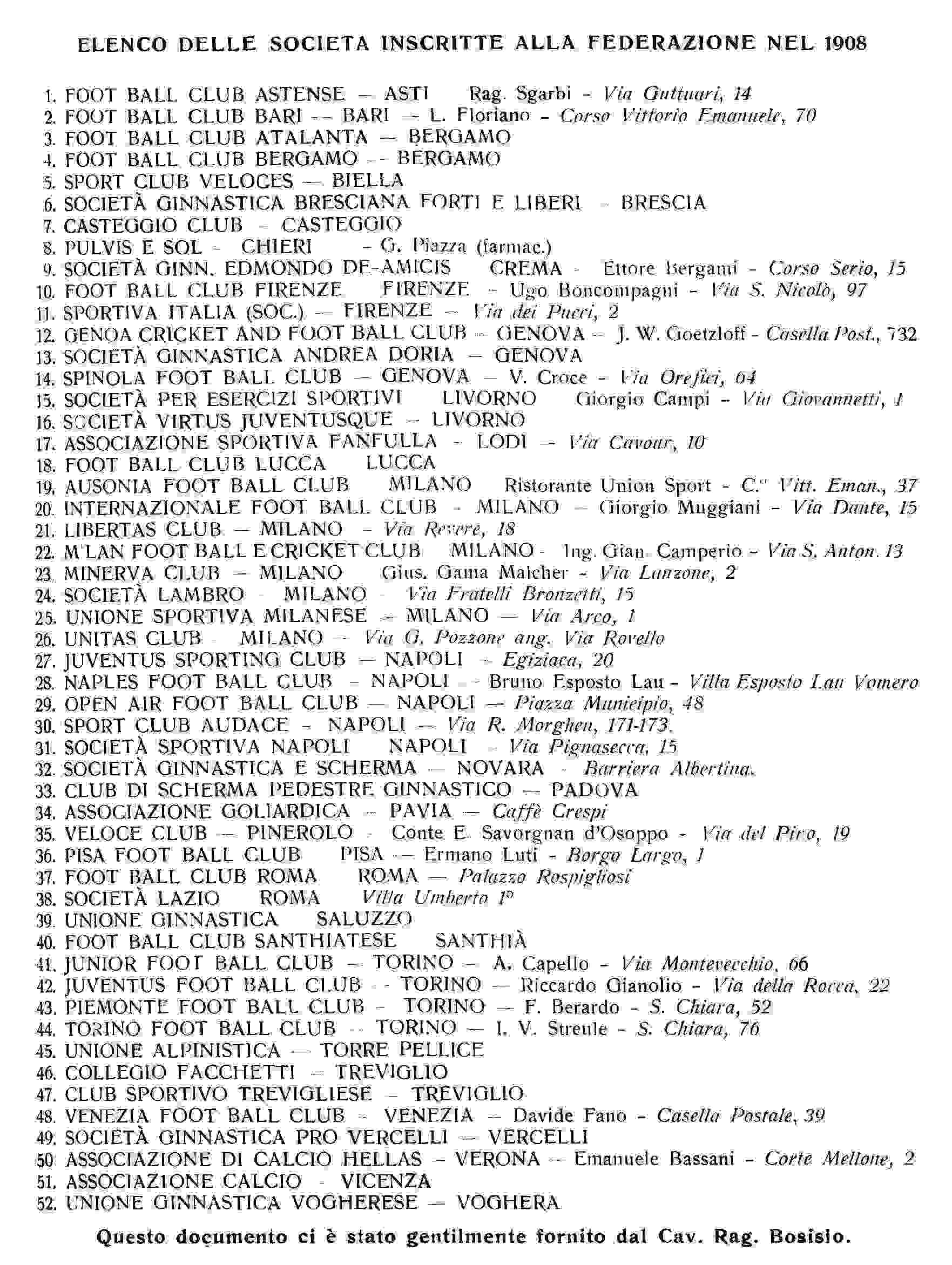
l'Itala, nell'elenco delle società affiliate alla FIF del 1908

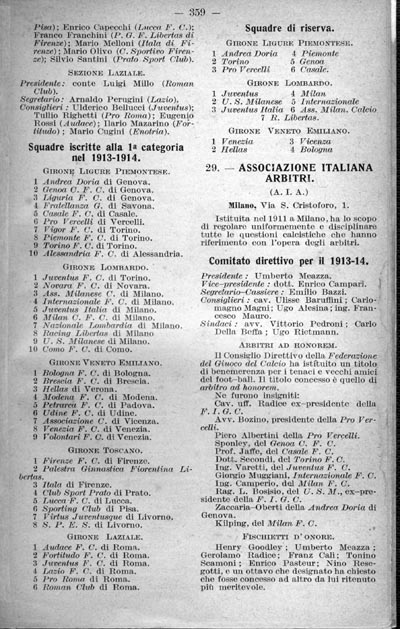
Elenco delle squadre iscritte alla Prima Categoria 1913-14. Nel girone toscano, sono iscritte 8 squadre.

L'associazione sportiva Itala fu costituita a Firenze nel 1907 grazie al contributo di Italo Capanni. L'associazione promosse tre discipline sportive: l'atletica, il ciclismo e il calcio.
L'Itala diede un importante contributo all'istituzionalizzazione del calcio a Firenze.
Il debutto della formazione calcistica avvenne nel 1913. Condivideva il campo, il prato del Quercione, con altre formazioni calcistiche cittadine, quali il Firenze Foot-Ball Club, del quale condivideva i colori sociali (il bianco e rosso della città di Firenze), e, dal 1926, la Fiorentina.
Durante il regime fascista, l'associazione perse le sue peculiarità, per essere trasformata in un Gruppo rionale fascista.
Alla fine del campionato 1927-1928, l'Itala Football Club venne incorporata nella Associazione Calcio Fiorentina.
Per quanto riguarda la classifica del campionato italiano di calcio dal 1898 al 1929, la squadra è 103º posto su 156.
In totale, l'Itala partecipò due volte alla Prima Categoria, una volta in Seconda Categoria e tre volte in Terza Categoria.

### La polisportiva "Itala 1907" fino ad oggi
Dopo l'assorbimento e l'abbandono dalle competizioni calcistiche, la società si incentra principalmente nel settore ciclistico con il nome di "A.S.D. Itala Ciclismo 1907" ed è iscritta alla FCI (Federazione Ciclistica Italiana). 
Il campo usato dalla società è il Ciclodromo "Graziella Cenni"  a Firenze (zona Mantignano-L'Isolotto) in direzione Scandicci.

## Palmarès
- Terza Categoria 1908